# Toppsjön
Toppsjön är en sjö i Ulricehamns kommun i Västergötland och ingår i Ätrans huvudavrinningsområde. Sjön är 10,9 meter djup, har en yta på 0,044 kvadratkilometer och befinner sig 224 meter över havet.